# Philippe de Villiers

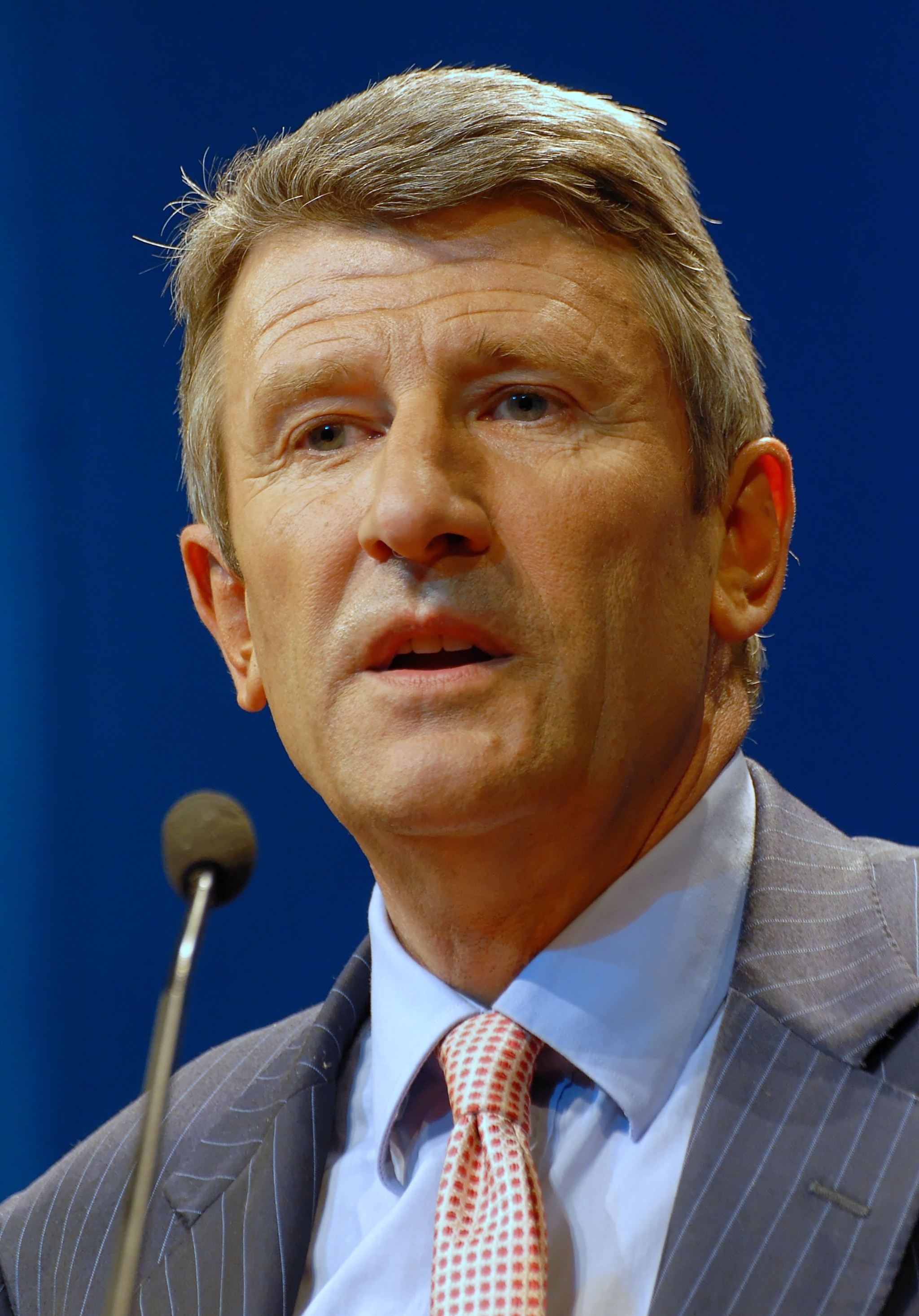
Philippe de Villiers (Toulouse, 2007)

Philippe de Villiers, född den 25 mars 1949 i Boulogne (Vendée) som Vicomte Philippe le Jolis de Villiers de Saintignon, är en fransk politiker och ordförande för det nationalkonservativa högerpartiet Mouvement pour la France.
Han var från 1987 till 1994 och från 1997 till 2004 medlem av den franska nationalförsamlingen, och från 1994 till 1999 och från 2004 medlem av Europaparlamentet. Han ställde upp i franska presidentvalet 1995 och 2007.